# آفورد د ارسی
آفورد د ارسی (به انگلیسی: Offord D'Arcy) یک روستا و محله مدنی در بریتانیا است که در کمبریج‌شر (منطقه شورای ناحیه) واقع شده‌است. آفورد د ارسی ۷۴۷ نفر جمعیت دارد.